# Semi-professionnel
Un sportif semi-professionnel (ou semi-pro) est un athlète rémunéré pour pratiquer son sport, mais pour qui le sport n'est pas une source de revenus suffisante pour en faire une activité à plein temps. 
Cette faible rémunération en font des athlètes non entièrement professionnels : semi-professionnels (au sens où professionnel signifie rémunéré pour cette activité). 
Aussi, le « semi-professionnel » peut être appliqué à un artiste qui tire un revenu de ses activités artistiques mais doit néanmoins occuper une autre activité pour survivre. 
Ainsi les « professionnels » sont les athlètes, comme les musiciens qui sont entièrement rémunérés pour la pratique de leur sport ou de leur musique. Mais cela ne signifie pas que le niveau de jeu (sportif ou musical) atteint par les « semi-pro » soit inférieur à celui des professionnels.
Le terme « semi-professionnel » peut également être utilisé pour désigner des outils et de l'équipement dont la qualité, la fonctionnalité et le prix, se situent entre les appareils grand public et les équipements professionnels onéreux.

## Origine
Le terme semi-professionnel vient d’un conflit relatif au football à la fin du XIXe siècle. 
Le 1er Club de football de San Francisco (le Club Olympique de San Francisco) fut créé en 1890 en mettant en place sa 1re équipe de foot. Mais il fut accusé à cette occasion, par un club rival, de séduire les athlètes pour les faire entrer dans son équipe en leur offrant une rémunération contre leur participation. 
Alors l’Union sportive amateur, qui existait à l’époque aux États-Unis, mena une enquête à la suite de laquelle elle estima que les pratiques du Club de San Francisco n’étaient pas réellement professionnelles mais prenaient une « semi » forme professionnelle, inventant à cette occasion l’expression « semi-professionnel ». Bien que relativement frileuse à cette idée, l’Union sportive amateur acta tout de même que le club de football de San Francisco pouvait offrir une rémunération à ses joueurs sans pour autant perdre son statut de club amateur, ni compromettre les sportifs concernés.